# EnergyICT
EnergyICT est une entreprise belge de gestion d’énergie, présente dans les RTU, les compteurs, les logiciels pour la gestion d’énergie, les logiciels d’équilibrage, l'infrastructure de comptage automatisée et les logiciels de télé comptage, toutes développées internement.
Le siège social se situe à Courtrai, Belgique, avec des filiales en France, en Allemagne, en Angleterre, aux Pays-Bas et aux États-Unis. Entre-temps, EnergyICT est devenu un des leaders dans le marché des logiciels et des compteurs pour l'aménagement d'énergie européen.

## Liste partielle des solutions
- Système de gestion d’énergie
- Dépôt de données de comptage
- Infrastructure de comptage automatique]
- Télérelève

## Liste partielle des produits et services
- Hardware d’EnergyICT
  - Totalisateur RTU+ V6
  - Totalisateur WebRTU Z1
  - ExIO

- Logiciel d’EnergyICT
  - EIServer
  - EIBalance
  - ComServerJ

- Services d’EnergyICT

## Liste partielle des classifications des clients
- Entreprises d'utilités publiques
  - Fournisseurs d’énergie
  - Gestionnaires de réseau
  - Entreprises de comptage

- Consommation des multi-sites
  - Sociétés de la grande distribution
  - Industries

- Consommation des Grandes Sites
  - Aéroports
  - Ports
  - Zones Industrielles
  - Gestion d’édifices

- Et en plus
  - Opérateurs de chemin de fer
  - Fournisseurs des services d'énergie